# 아이리스 위성

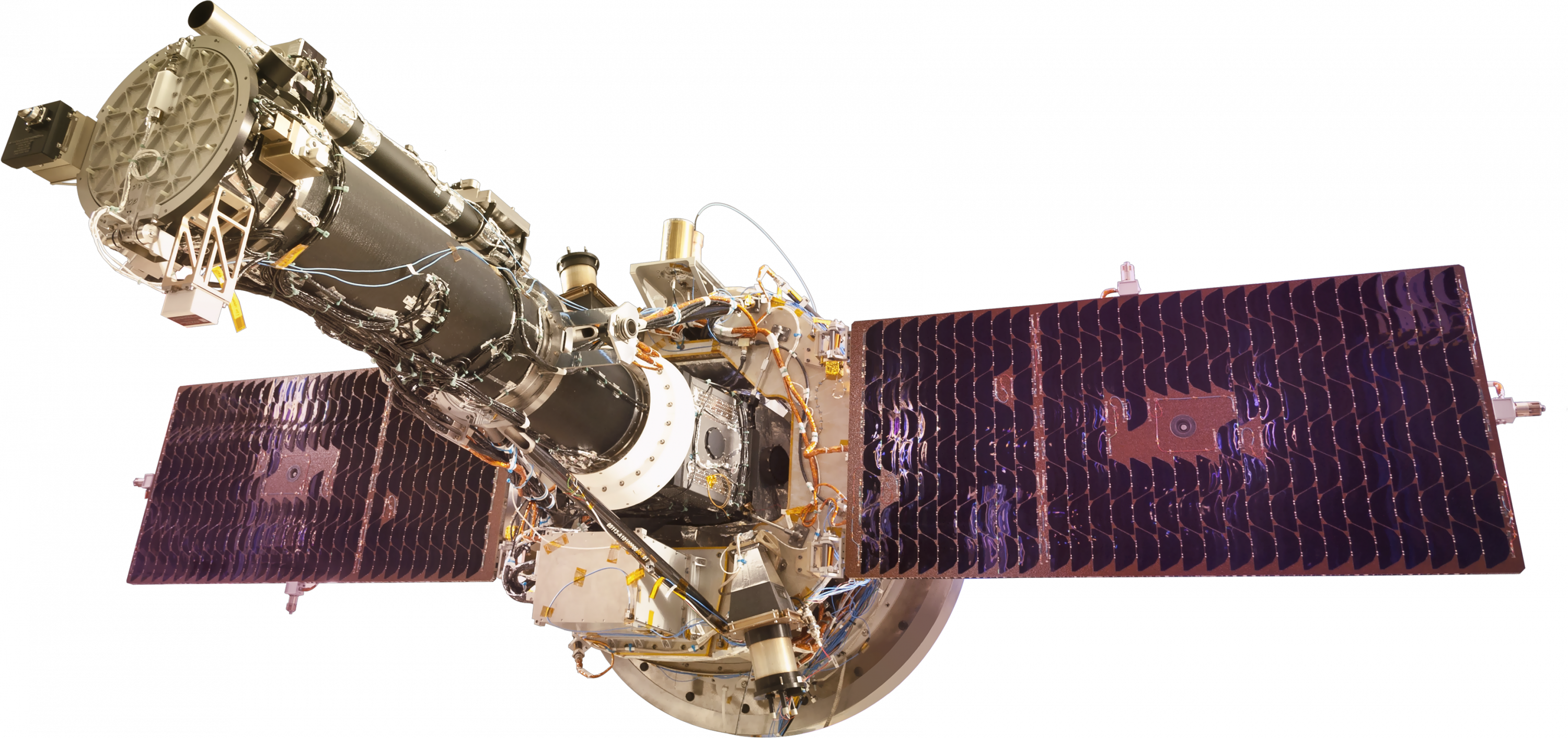

아이리스 위성(Interface Region Imaging Spectrograph, Explorer 94 및 SMEX-12, IRIS)은 미국 항공 우주국(NASA) 태양 관측 위성이다. 이 임무는 태양 가지의 물리적 상태, 특히 채층과 전이 영역으로 구성된 인터페이스 영역을 조사하기 위해 스몰 익스플로러 계획을 통해 자금을 지원 받았다. 우주선은 록히드마틴 태양천체물리학연구소(LMSAL)가 제작한 위성 버스와 분광계, 그리고 스미스소니안 천체물리 천문대(SAO)가 제공한 망원경으로 구성된다. IRIS는 LMSAL과 NASA의 에임스 연구 센터에서 운영한다.
위성의 장비는 높은 프레임 속도의 자외선 이미징 분광계로, 0.3각해상도와 옹스트롬 미만의 스펙트럼 해상도에서 초당 하나의 이미지를 제공한다.
NASA는 2009년 6월 19일에 IRIS가 GEMS(Gravity and Extreme Magnetism) 우주 관측소와 함께 추가 연구를 위해 6개의 소형 탐험가 임무 후보 중에서 선정되었다고 발표했다.

## 같이 보기
- 익스플로러 계획